# El monstre dels temps remots
El monstre dels temps remots (títol original en anglès: The Beast from 20,000 Fathoms) és una pel·lícula estatunidenca d'Eugène Lourié, estrenada el 1953. Ha estat doblada al català.

## Argument
En els anys 1950, una prova nuclear, Operation Experiment, té lloc més enllà del cercle polar àrtic. Però l'explosió desperta una criatura gegantina, adormida sota el gel des de fa 100 milions d'anys, que es comença a dirigir cap a la costa est dels Estats Units, tombant nombrosos vaixells i un far al seu pas.
Quan el monstre arriba a Manhattan, sembra el caos més total. Disparat amb bazuca pels militars del Coronel Evans, la bèstia deixa anar un germen prehistòric virulent que contamina la població. L'única manera d'arribar al final és cremar la criatura per evitar una pandèmia. És finalment vençuda en un parc d'atraccions a Coney Island.

## Anàlisi
El monstre dels temps remots és la primera pel·lícula de la història que posa en escena un monstre gegant despertat per l'explosió d'una bomba atòmica i que ataca una gran ciutat. Els productors Dietz i Chester van tenir la idea de combinar la paranoia creixent sobre les armes nuclears amb el concepte d'un monstre gegant i devastador, símbol de la revenja de la Naturalesa sobre la tecnologia dels homes.
La criatura es diu Rhedosaurus. Comparteix nombrosos punts amb els dinosaures però n'és relativament allunyada. És quadrúpede, posseeix un esquelet semblant al de la sargantana i una llengua bífida (o forcada com els varans).
La bèstia és animada en animació imatge per imatge pel mag dels efectes especials, Ray Harryhausen.

### Fog Horn
Al principi, el famós escriptor Ray Bradbury va publicar una novel·la, El monstre dels temps perduts, a The Saturday Evening Post el 1951. En aquesta història fascinant, dos guardians d'un far aïllat, Johnny i el seu cap McDunn, són testimonis de l'aparició d'una criatura marina atreta pel so estrepitós de la sirena de boira (el pren pel rugit d'un individu de la seva espècie). Disminuint el so del far, Johnny provocarà la còlera del monstre...
Poc després de l'aparició, els productors Dietz i Chester van comprar els drets de la novel·la i van convertir el títol de la seva pel·lícula, Monster from Beneath the Sea, en El monstre dels temps remots. Bradbury va canviar el títol de la seva novel·la en Fog Horn ("Sirena de Boira"). A la pel·lícula, una curta escena ensenya el Rhedosaurus que ataca un far a la costa. La promoció de la pel·lícula va jugar amb la notorietat de l'autor i va anunciar un guió "suggerit" per Bradbury.

### Inspiracions
- L'èxit econòmic de  El monstre dels temps remots  ha contribuït a la gran onada de les pel·lícules fantàstiques (que posen en escena monstres gegants) dels anys 50.

- Es creu sovint equivocadament que la primera pel·lícula que posa en escena un monstre nuclear és Godzilla. Ara bé, la primera part de la famosa saga japonesa, estrenada el 1954, no és més que una versió nipona de El monstre dels temps perduts. Els dos guions se semblen (un test nuclear que provoca el despertar d'un monstre prehistòric, atacs de vaixells, destrucció d'una gran ciutat...) encara que les tècniques d'animació de l'animal siguin diferents: en el primer es tracta d'una animació imatge per imatge, en el segon d'un figurant en un vestit. Godzilla escup una bufada atòmica, idea ja explotada en el guió de El monstre dels temps perduts però que mai no va ser transposat a la pantalla per culpa de mitjans. El guió de la pel·lícula de Roland Emmerich, Godzilla, dirigida el 1998, és, d'altra banda, més a prop de El monstre dels temps remots que de la història del monstre japonès.

- L'actor Leonard Nimoy va reconèixer que el guió de Star Trek 4: Tornada a la Terra va ser en part inspirat per El monstre dels temps remots .

## Repartiment
- Paul Hubschmid: El professor Tom Nesbitt
- Paula Raymond: Lee Hunter
- Cecil Kellaway: El professor Thurgood Elson
- Kenneth Tobey: el coronel Jack Evans
- Donald Woods: el capità Phil Jackson
- Lee Van Cleef: El caporal Stone
- Steve Brodie: El sergent Loomis
- Ross Elliott: George Ritchie
- Jack Pennick: Jacob Bowman
- Ray Hyke: El sergent Willistead